# Senyor

Corona heràldica del títol nobiliari de Senyor.

Senyor (en llatí: dominus) és qui té domini sobre quelcom o hom. En aquest sentit s'apliquen les expressions «senyor dels exèrcits», «senyor del regne» o «senyor de la casa».

## Edat mitjana
A l'edat mitjana era el títol del qui tenia un feu, el "senyor feudal", i de manera significativa, el terme feu era sinònim de senyoria, el territori d'un senyor.
L'aplicació de l'emfiteusi sobre un domini, genera diverses figures d'aquest terme.
Així, s'anomena «senyor directe» a qui, a més de tenir la propietat d'un bé, també en té la possessió. Si només en té la possessió, però no la propietat, és a dir, és qui ha rebut el bé i en gaudeix, s'anomena «senyor útil». El «senyor mitjà» és l'intermediari en alguna propietat, com ara aquell qui essent creditor d'un senyor amb béns en emfiteusi, cobra directament els cànons al senyor útil per liquidar els deutes.

## Expressió de respecte
El títol de "senyor" o "senyora" davant del cognom s'empra generalment per expressar la condició de casat.

## Expressió religiosa
En les religions judeocristianes se sol aplicar a Déu, emprant en aquest cas les majúscules "El Senyor". En el cristianisme també s'empra el títol per referir-se a Crist, tradició que ja es troba reflectida en les espístoles de Pau de Tars entre els anys 51 i 67.

## Línia d'honor dels títols nobiliaris
| Emperador | Rei | Príncep | Infant | Duc | Marquès | Comte | Vescomte | Baró | Senyor | Castlà |
| --------- | --- | ------- | ------ | --- | ------- | ----- | -------- | ---- | ------ | ------ |